# Job Redelaar
Job Redelaar (Den Haag, 7 november 1959) is een Nederlands acteur.
Na de middelbare school studeerde hij Pedagogiek en later een opleiding aan de Toneelschool van Amsterdam. Als acteur is hij vooral bekend door zijn rol als Pim Reitsema in Onderweg naar Morgen. Een rol die hij tussen 1994 en 1997 speelde, in 2001 keerde hij tijdelijk terug als Pim Reitsma in deze periode werd zijn rol overgenomen omdat niemand mocht weten dat hij terug was,transformeerde hij zich om in zijn broer Frank Reitsma die op dat moment in coma lag en zou overlijden. In de cliffhanger van seizoen 8 verdween Pim opnieuw uit de serie maar dit keer komt hij niet meer terug. In 2004 had Redelaar een van de hoofdrollen in de nieuwe publieke soapserie Het Glazen Huis, naast onder andere Willeke van Ammelrooij. Na een aantal maanden stopte deze serie door tegenvallende kijkcijfers. Naast deze rollen heeft hij ook meegespeeld in Goede tijden, slechte tijden, Keyzer & De Boer Advocaten en Baantjer

## Filmografie
- Goede tijden, slechte tijden - Danny Houtsma (1991-1992)
- Bureau Kruislaan - Reymers (afl. Tegen de lamp, 1992)
- Vrienden voor het leven - Jeroen (afl. Koppelaars, 1993)
- Onderweg naar Morgen - Pim Reitsema (1994-1997, 2001 (gast))
- Baantjer - Hans Visser (afl. De Cock en de vermoorde onschuld, 1998)
- Spangen - Robert (afl. Rio, 1999)
- De geheime dienst - Olaf Rozeboom (2000)
- Russen - Cor Steen (afl. Wolfskinderen, 2001) Anton de Goede (afl. De doos van Pandora, 2002)
- Het Glazen Huis - Edward Hendriks (2004-2005)
- Keyzer & De Boer Advocaten - Kees van de Rest (2006, 2007)
- Kees & Co - Bart-Jan, vriendje van Anne (2004)
- Pokémon: Diamond and Pearl - Overige Stemmen (2008)